# بدر 2
بدر 2 (عربسات 2د سابقا) على 26 درجة شرقا، هو ساتل تلفزيوني تابع لعرب سات التي يقع مقرها في الرياض. تم إطلاقه في 9 أكتوبر 1998، ينتمي إلى الجيل الثاني لأسطول عربسات للأقمار الصناعية.
تملك هذا الساتل يوتلسات لكنها تؤجره إلى عربسات منذ عام 2002، وكان اسمه سابقا هوت بيرد 5 حيث كان مداره على 13 درجة شرقا، ثم انتقل فيما بعد إلى 33 درجة شرقا وتغير اسمه إلى يورو بيرد 2. في ربيع عام 2003 انتقل هذا القمر الصناعي أخيرا إلى 26 درجة شرقا.

## وصلات خارجية
- بيانات تقنية من الموقع الرسمي